# 小步舞曲 (巴哈)

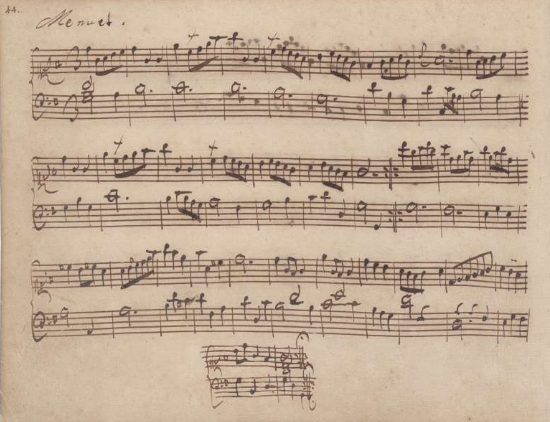
《G大调小步舞曲》（作品Anh.114）第二本第44页的曲谱

《G大調小步舞曲》（英語：Minuet in G Major）（BWV Anh.114) 主要指三首以G大調做成的小步舞曲，其中最知名的即為德国作曲家约翰·塞巴斯蒂安·巴赫的小步舞曲。此曲尚有一成對的《G小調小步舞曲》(BWV Anh. 115)。
雖然名為巴哈小步舞曲，但實際上並非巴哈所作。1970年代以前人們都認為是巴哈做的曲子，因為此曲出自巴哈《獻給妻子的筆記本》。但後來證實作曲者為克利斯蒂安·佩措尔德，習慣上還是稱之為巴哈的小步舞曲。

## 流行文化
- 香港歌手林子祥廣東歌《數字人生》，部份曲調由此曲改編。
- 中國著名童謠《老烏鴉》正是改編自巴哈小步舞曲。
- 電影《神通情人夢（英语：Electric Dreams (film)）》也以巴哈小步舞曲作為片中的主要樂曲，並將其改編。
- 喇叭牌正露丸2012年廣告亦應用此舞曲 。

## 註解
1. ↑  Schulze, Hans-Joachim. . Bach-Jahrbuch. 2018-02-26, 65: 45–64  [2021-10-03]. ISSN 0084-7682. doi:10.13141/bjb.v19791376. （原始内容存档于2021-10-03）.